# Zelotes mediocris
Zelotes mediocris är en spindelart som först beskrevs av Kulczynski 1901.  Zelotes mediocris ingår i släktet Zelotes och familjen plattbuksspindlar.
Artens utbredningsområde är Etiopien. Inga underarter finns listade i Catalogue of Life.